# مات وليامز (مدرب اتحاد الرغبي)
مات وليامز (بالإنجليزية: Matt Williams)‏ هو مدرب اتحاد الرغبي ‏ أسترالي، ولد في 1960 في أستراليا.